# Bosque Urbano de Palma
El bosque urbano de Palma es un parque urbano planificado en 2015 y en construcción desde 2018. Está situado en Palma de Mallorca (Mallorca, Islas Baleares, España, en el espacio ocupado por dos instalaciones deportivas hoy en desuso, el canódromo Balear y el velódromo de Tirador, situadas en el barrio de El Fortín. Su primera fase entró en funcionamiento a finales de julio de 2022 y la segunda se llevará a cabo entre 2026 y 2028.

## Historia

### Precedentes: la Cuña Verde
A principios del siglo XXI el Ayuntamiento de Palma comenzó a planificar la construcción de un extenso parque ciudadano denominado la Cuña Verde (en catalán: sa Falca Verda) en unos terrenos donde hacía décadas que se preveía su construcción. Entre otros terrenos este futuro espacio debía abarcar el espacio de dos instalaciones deportivas ya clausuradas: el velódromo de Tirador, clausurado en 1973, y el canódromo Balear, cerrado en 1999.
En 2002 se aprobó el proyecto diseñado por el arquitecto Manuel Ribas Piera que preveía varias fases de ejecución, una de las cuales comprendía el canódromo y el velódromo y preveía la sustitución de las antiguas estructuras deportivas existentes para una nueva urbanización, similar al diseño del resto del parque.
En 2005 empezaron las obras con la construcción de una parte del proyecto: el denominado parque de la Riera, que abrió sus puertas en 2007. La construcción del resto de la Cuña Verde permaneció parada; en concreto, en el caso del futuro bosque urbano la expropiación del canódromo no se consiguió culminar hasta 2008 y la del velódromo, hasta 2015.

### Nuevo diseño. El Bosque Urbano
El 28 de diciembre de 2015 el ayuntamiento presentó un nuevo proyecto para la zona: el denominado bosque urbano. Este nuevo plan separaba los terrenos del resto de la Cuña Verde, reconfigurándolos como un parque diferenciado del resto; sustituía el proyecto original por otro de la arquitecta Isabel Bennasar que conservaba las antiguas estructuras deportivas y preveía ajardinar la zona tomándolas como base, además de aumentar la superficie dedicada al arbolado y vegetación en relación con el proyecto original de Manuel Ribas Piera.
Las obras no dieron inicio en el plazo previsto y el 14 de febrero de 2017 el proyecto se volvió a presentar, ahora dividido en dos fases y que comenzaría a ejecutarse en los terrenos del canódromo. Este nuevo proyecto tampoco comenzó en el tiempo previsto.

### Ejecución
Las obras del bosque urbano empezaron el 27 de julio de 2018 en su primera fase, correspondiente al canódromo. Se preveía que duraran doce meses y, a continuación, se llevara a cabo la segunda fase correspondiente al Velódromo. Pero los plazos se alargaron más de lo esperado en varias ocasiones, de manera que la primera fase de la zona verde no pudo abrirse al público hasta el 29 de julio de 2022. En cuanto a la segunda fase, correspondiente al velódromo, fue presentada oficialmente el 22 de mayo de 2025 según diseño de las arquitectas Isabel Bennasar y Corina Dîndăreanu para que se lleve a cabo entre 2026 y 2028.

## Descripción
Aunque su denominación sea la de bosque, sus dimensiones se corresponden más con las de un parque urbano, dado que cuando esté completamente listo el espacio tendrá un total aproximado de 34 000 metros cuadrados, formado por los 16 000 del canódromo y 18 000 del velódromo (por hacer una comparativa el principal pulmón verde de la ciudad, el bosque de Bellver, supera el millón de metros cuadrados). En cambio su planeamiento es bastante diferente al del resto de parques de la ciudad, dado que se caracteriza por una superficie básicamente blanda, arbórea y escasamente pavimentada (a excepción de los accesos), en comparación con el resto de los principales parques de la ciudad , lo que sí lo emparentaría conceptualmente con superficies como el bosque de Bellver.
El solar del futuro parque tiene forma irregular y se extiende a lo largo del tramo del torrente de la Riera que transcurre entre los barrios de El Fortín y de Buenos Aires. Su perímetro lo marcan la calle de Miquel dels Sants Oliver (oeste), las instalaciones militares de El Fortín (norte), las calles de Jesús y Carlos I (este), y el IES Ramon Llull y el edificio de la Riera (UIB), en el sur.
En la primera fase del parque, correspondiente al canódromo, se han plantado 280 árboles: almeces, arces, chopos, cipreses, encinas, olivos, olmos, pinos y robles, además de plantar arbustos como césped, laurel, madroño, mata y retama, entre otros. Incorpora sistemas de drenaje para que el agua de lluvia se autogestione, complementado con sistemas de riego de agua regenerada. Además de colocar mobiliario urbano y recorridos peatonales, eliminación de barreras arquitectónicas entradas al parque conectadas con las calles colindantes. Todo el parque estará atravesado por el torrente de la Riera y para comunicar las dos partes del bosque urbano se habilitarán dos pasarelas.
Dada su ubicación estratégica, cerca de importantes centros educativos (el Colegio Luis Vives y los institutos IES Ramon Llull y IES Joan Alcover, entre otros), del centro histórico y de fácil acceso (cerca de las avenidas de Palma) todo hace prever que sea una zona verde muy frecuentada, especialmente por niños y adolescentes.